# Степ (Павлоградський район)
Степ — село в Україні, у Вербківській сільській громаді Павлоградського району Дніпропетровської області. Населення за переписом 2001 року становило 197 осіб.

## Географія
Село Степ знаходиться на відстані 1,5 км від села Свідівок і за 3 км від села Поперечне. Через нього проходить автошлях місцевого значення О041103, що зʼєднує село з Вербками - адміністративним центром громади.